# Csendélet Laval profiljával
A Csendélet Laval profiljával Paul Gauguin festménye, amely az Indianapolis Museum of Art gyűjteményének része.

## Keletkezése
Az olajfestékkel készített kép keletkezési ideje 1886. A kép Charles Laval festőt, a posztimpresszionista szintetizmus egyik alkotóját ábrázolja, ahogy elmélyülten figyel néhány gyümölcsöt, amelyek egy gyűrött asztalterítőn vannak elhelyezve. A gyümölcsök mögött egy tálszerűség látszik, amely egyike Gauguin 1886-ban kezdett kerámiakísérleteinek. A tárgy azóta elveszett.
Laval profilja a centrumtól jobbra helyezkedik el, ami visszatükrözi Gauguin érdeklődését Edgar Degas kompozíciói iránt. Degas előszeretettel nyírta le figuráinak, objektumainak egy részét a képről. A párhuzamos ecsetvonások és a gyümölcsök kontúrja pedig Paul Cezanne hatására utal. Gauguin Párizsban festette a képet, miután visszatért a breton faluból, Pont-Avenből, ahol összebarátkozott Charles Lavallal.
Az alkotó Lavalnak ajándékozta a festményt, majd az a 20. század elején Nemes Marcell gyűjteményébe került. 1912-ben a Herzog-gyűjtemény része lett, majd 1944-ben a hatóságok elkobozták, és a Szépművészeti Múzeumban helyezték el. 1945 tavaszán a festményt Nyugatra menekítették a szovjet csapatok elől, majd Bajorországban az amerikai csapatok kezébe került. A képet 1948-ben visszaszolgáltatták Pallavicini Mária Izabellának, Herzog András előző feleségének. Ezután Donáth Sándor tulajdonolta, aki Budapestről magával vitte Zürichbe, ahonnan a festmény New Yorkba került. Utolsó magántulajdonosa a svájci Samuel Josefowitz volt, tőle jutott az alkotás az Indianapolis Museum of Art gyűjteményébe 1998-ben.